# Boku no Hero Academia (6 сезон)
Шостий сезон аніме-серіалу Boku no Hero Academia буде спродюсований студією Bones, режисери Кендзі Нагасакі (головний режисер) і Масахіро Мукаї. Сезон розповідатиме про історію оригінальної манги, починаючи з перших розділів 27-го тому. Прем'єра шостого сезону на ytv і NTV відбулася 1 жовтня 2022 року. Crunchyroll транслює сезон за межами Азії під час його виходу в ефір.
Сезон розповідає про битву між Героями та учнями, включаючи Ізуку Мідорію з UA High School, і лиходіями, серед яких Фронт паранормального визволення на чолі з Томура Шігаракі . Після того, як Хоукс, під прикриттям об’єднаної групи лиходіїв, зібрав фрагменти свого розслідування, Герої зібрали всю необхідну інформацію, щоб протистояти їм, що призвело до повної війни, яка може змінити надлюдське суспільство.

## Список епізодів
| № серії (загалом) | № серії (в сезоні) | Назва серії                                                                                            | Розкадрувальник | Режисер(и)      | Сценарист(и)  | Оригінальна дата показу | Рейтинг        |
| ----------------- | ------------------ | --- | --------------- | --------------- | ------------- | ----------------------- | -------------- |
| 114               | 1                  | «Тихий початок» Транслітерація: «Shizukana Hajimari» (яп. 静かな始まり)                                | Томо Окубо      | Томо Окубо      | Йосуке Курода | 1 жовтня 2022           | 3.9            |
| 115               | 2                  | «Мірко, герой № 5» Транслітерація: «Nanbā Faibu no Miruko-san» (яп. No.5のミルコさん)                  | Шодзі Ікено     | Шодзі Ікено     | Йосуке Курода | 8 жовтня 2022           | 3.1            |
| 116               | 3                  | «Одна справедливість»                                                                                  | Такаші Кавабата | Tsuyoshi Tobita | Йосуке Курода | 15 жовтня 2022          | 4.0            |
| 117               | 4                  | «Спадщина» Транслітерація: «Keishō» (яп. 継承)                                                         | Мотонобу Хорі   | Казума Комацу   | Йосуке Курода | 22 жовтня 2022          | 4.0            |
| 118               | 5                  | «Відчуття руйнування» Транслітерація: «Hametsu no Borutēji» (яп. 破滅のボルテージ)                     | Мічіо Фукуда    | Ікуро Сато      | Йосуке Курода | 29 жовтня 2022          | Буде оголошено |
| 119               | 6                  | «Зустріч. Частина 2» Транслітерація: «Enkauntā 2» (яп. エンカウンター2)                                | Томо Окубо      | Томо Окубо      | Йосуке Курода | 5 листопада 2022        | 3.6            |
| 120               | 7                  | «Бродяче лихо» Транслітерація: «Saigai Wōkā» (яп. 災害歩行)                                            | Шодзі Ікено     | Шодзі Ікено     | Йосуке Курода | 12 листопада 2022       | Буде оголошено |
| 121               | 8                  | «Альянс лиходіїв проти учнів U.A.» Транслітерація: «Viran Rengō Bui Esu Yūei Sei» (яп. 敵連合vs雄英生) | Буде оголошено  | Буде визначено  | Йосуке Курода | 19 листопада 2022       |                |
| 122               | 9                  | «Сходження Бакуго Кацукі» Транслітерація: «Bakugō Katsuki: Raijingu» (яп. 爆豪勝己 : ライジング)       | Tomohiro Kamiya | Tomohiro Kamiya | Yōsuke Kuroda | 26 листопада 2022       | Буде оголошено |
| 123               | 10                 | «The Ones Within Us» Транслітерація: «Bokura no Naka no Hito» (яп. 僕らの中の人)                       | Буде оголошено  | Буде визначено  | Yōsuke Kuroda | 3 грудня 2022           | Буде оголошено |